# سائو گابریل د کاشوایرا
سائو گابریل د کاشوایرا یک شهرداری است که در ایالت آمازوناس (برزیل) ، برزیل واقع شده است.

این شهر سومین شهر بزرگ در مناطق مرزی برزیل و دومین شهر بزرگ آمازوناس است.این شهر در زمین‌های پست نزدیک به استوا قرار دارد که موجب گرم و مرطوب بودن هوای آن است.فرودگاه سائو گابریل دا کچیرا در این شهر قرار دارد.